# Shin Corporation
Shin Corporation (SET: SHIN) là một trong những Tập đoàn lớn nhất ở Thái Lan. Công ty này được thành lập năm 1983 với tên gọi Shinawatra Computer bởi Thaksin Shinawatra, cựu thủ tướng của Thái Lan, và có tên gọi như hiện nay vào năm 1999. Vào ngày 23 tháng giêng năm 2006, gia đình Shinawatra đã bán 49,6% cổ phần còn lại của công ty cho những người được chỉ định của quỹ Temasek Holdings, một quỹ đầu tư của chính phủ Singapore với giá 1,88 tỷ USD.
Công ty này được liên kết thông qua kiểm soát cổ phần đến các công ty bao gồm Shin Satellite và Advance Info Service, mạng điện thoại di động lớn nhất quốc gia này. Tập đoàn này cũng giữ cổ phần trong Thai AirAsia, một công ty tài chính tiêu dùng và ITV, một đài truyền hình địa phương. Chủ tịch Hội đồng Điều hành Tập đoàn kiêm Chủ tịch Ban Điều hành hiện là Boonklee Plangsiri.
Hoạt động kinh doanh của công ty này được chia ra 4 lĩnh vực kinh doanh: Kinh doanh Viễn thông Vô tuyến; Kinh doanh Quốc tế và Vệ tinh; Kinh doanh Quảng cáo và Truyền thông; Thương mại Điện tử và lĩnh vực khác.